# Conualevia alba
Conualevia alba is een slakkensoort uit de familie van de Dorididae. De wetenschappelijke naam van de soort werd voor het eerst geldig gepubliceerd in 1964 door Collier & Farmer.